# Blancs cassés
Pour plus de détails, voir Fiche technique et Distribution.
Blancs cassés est un film français réalisé par Philippe Venault et sorti en 1989.

## Synopsis
Un jeune professeur se rend en Afrique pour y enseigner, sa fiancée africaine le rejoint.

## Fiche technique
- Titre : Blancs cassés
- Réalisation : Philippe Venault
- Scénario : Pascale Ferran et Philippe Venault
- Photographie : Anne-Claire Khripounoff
- Décors : Jean-Pierre Bazerolle
- Son : Bruno Tarrière
- Montage : Marie-Catherine Miqueau
- Musique : Jorge Arriagada
- Production : Sun 7 Productions - La Sept Cinéma
- Pays d'origine :  France
- Durée : 105 minutes
- Date de sortie : France - 5 avril 1989

## Distribution
- Jacques Bonnaffé : Pierre
- Sylvie Orcier : Geneviève
- Christophe Odent : Paul
- Marion Game : Hélène
- John Berry : Bob
- Didier Flamand : François
- Stéphane Legros : Jean-Yves
- Khoudia Seye : Gabrielle